# 마드리드 증권거래소

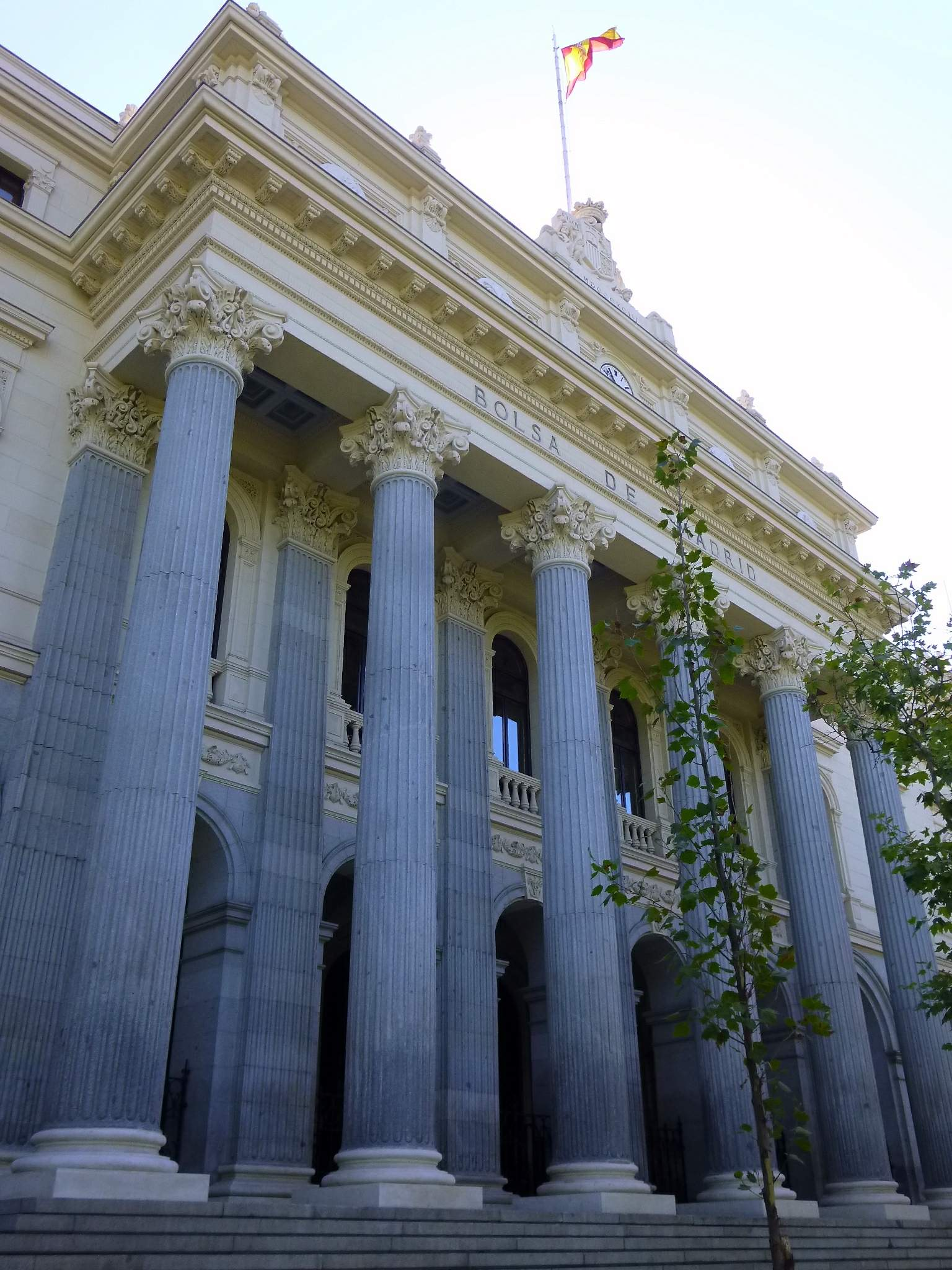

마드리드 증권거래소(스페인어: Bolsa de Madrid)는 스페인의 마드리드에 위치하고 있는 증권거래소이다. 바르셀로나 증권거래소, 발렌시아 증권거래소, 빌바오 증권거래소와 함께 스페인을 대표하는 증권거래소이다. 거래 시간은 오전 9시부터 오후 5시 30분까지이다.
대표적인 주가 지수는 IBEX 35, 마드리드 표준 주가 지수 등이 있다.

## 같이 보기
- 마드리드 표준 주가 지수